# Raphaël Stacchiotti
Pour les articles homonymes, voir Stacchiotti.
Raphaël Stacchiotti, né le 9 mars 1992 à Luxembourg, est un nageur luxembourgeois spécialiste des épreuves de quatre nages.

## Biographie
Raphaël Stacchiotti est licencié au Luxembourg au SC Le Dauphin situé à Ettelbruck. Porte-drapeau de la délégation luxembourgeoise, Stacchiotti participe en 2008 aux Jeux olympiques sur 200 mètres nage libre où il est 49e des séries. Il fait alors l'objet de soupçons de dopage, sans suite.
L'année suivante, Stacchiotti gagne 7 titres aux Jeux des petits États d'Europe. Il est ensuite médaillé d'or du 200 mètres quatre nages aux Championnats d'Europe juniors de natation et participe aux Championnats du monde de Rome. En 2010, il remporte à nouveau le titre européen juniors du 200 mètres quatre nages et y ajoute une médaille d'argent en 400 mètres quatre nages. En 2011, il gagne cette fois six titres aux Jeux des petits États d'Europe.
Stacchiotti se qualifie pour les Jeux olympiques de Londres en réalisant à deux reprises des temps de sélection olympique. Raphaël Stacchiotti entame ses Jeux olympiques le 28 juillet par les séries du 400 mètres quatre nages. Il termine deuxième de sa série en 4 minutes 17 secondes et 20 centièmes, battant à cette occasion son record du Luxembourg de plus d'une seconde. Dix-huitième temps total, il n'atteint pas la finale. Quatre jours plus tard, Stacchiotti est deuxième de sa série du 200 mètres quatre nages en 2 minutes et 38 centièmes, à 16 centièmes de son record national sur la distance. Il se classe finalement 17e et manque les demi-finales pour un dixième de seconde,.
Il est nommé porte-drapeau de la délégation luxembourgeoise aux Jeux olympiques d'été de 2020 à Tokyo, avec la coureuse cycliste Christine Majerus.

## Palmarès

### Jeux olympiques
| Épreuve / Édition       | Pékin 2008                   | Londres 2012                 | Rio 2016                     | Tokyo 2020 |
| 100 mètres nage libre   | -                            | -                            | 47e des séries 50 s 79       | -          |
| 200 mètres nage libre   | 49e des séries 1 min 52 s 01 | -                            | -                            |            |
| 200 mètres quatre nages | -                            | 17e des séries 2 min 0 s 38  | 21e des séries 2 min 0 s 21  | A venir    |
| 400 mètres quatre nages | -                            | 18e des séries 4 min 17 s 20 | 23e des séries 4 min 20 s 37 | -          |

## Records

### Records personnels
Ces tableaux détaillent les records personnels de Raphaël Stacchiotti en grand et petit bassin.
| Épreuve            | Temps         | Compétition                            | Lieu                  | Date       |
| 200 m quatre nages | 1 min 59 s 62 | Championnats du monde de natation 2019 | Gwangju, Corée du Sud | 24/07/2019 |
| 400 m quatre nages | 4 min 17 s 20 | Jeux olympiques 2012                   | Londres, Royaume-Uni  | 28/07/2012 |

| Épreuve            | Temps         | Compétition                | Lieu            | Date       |
| 200 m quatre nages | 1 min 55 s 53 | Championnats d'Europe 2015 | Netanya, Israël | 04/12/2015 |
| 400 m quatre nages | 4 min 6 s 48  | Championnats d'Europe 2015 | Netanya, Israël | 03/12/2015 |